# Tac (Unix)
A tac egy  Unix parancs, mely egy állomány sorait írja ki rendre, hátulról előre. Neve a cat parancsból ered.

## Használata
tac [OPTION]... [FILE]...
Kiírja a standard kimenetre a parancssorban megadott állomány(oka)t, az utolsó sortól kezdődően. Ha nincs megadva állománynév, vagy a - jel az állománynév, akkor a parancs a standard bemenetről olvas.